# Majalengka (ort i Indonesien)
Majalengka är en ort i Indonesien.   Den ligger i provinsen Jawa Barat, i den västra delen av landet, 170 km öster om huvudstaden Jakarta. Majalengka ligger 126 meter över havet och antalet invånare är 87 732.
Terrängen runt Majalengka är kuperad söderut, men norrut är den platt. Runt Majalengka är det mycket tätbefolkat, med 1 095 invånare per kvadratkilometer. Majalengka är det största samhället i trakten. Omgivningarna runt Majalengka är en mosaik av jordbruksmark och naturlig växtlighet.